# Who Will You Run To
«Who Will You Run To» es una canción de la banda estadounidense Heart.  Fue compuesta por Diane Warren y lanzada como segundo sencillo del disco Bad Animals. La canción fue editada también como sencillo por la participante de American Idol, Kimberly Caldwell.

## Listas de éxitos
| Lista (1987–88)                            | Posición |
| ------------------------------------------ | -------- |
| Australia                                  | 62       |
| Canadá                                     | 19       |
| Irlanda                                    | 18       |
| Reino Unido                                | 30       |
| Billboard Hot 100 de EE. UU.               | 7        |
| Billboard Mainstream Rock Chart de EE. UU. | 2        |